# Lituus (instrumento)
El lituo (lituus) fue un viejo instrumento de viento-metal etrusco de timbre agudo, parecido al celta carnyx. Más tarde fue usado por los romanos como trompeta de señales empleada en la caballería militar y para acompañar música procesional y en ritos funerarios. Por esto, es uno de los motivos más repetidos en la iconografía de los sarcófagos romanos. La tradición recoge el lituus como trompeta sacerdotal que fue empleada por Rómulo cuando proclamó el título de su ciudad.
Era una especie de larga trompeta cilíndrica de bronce, de dimensiones variables (de 75 cm aproximadamente a 1,40 m de largo) que tenía el extremo opuesto al de la embocadura doblado en forma de J, abierto sobre un pabellón a veces recortado, que proporcionaba un sonido agudo y estridente.
En Alemania, todavía en el siglo XVII, se seguía utilizando una variante del antiguo lituus como trompa de señalización por los serenos.

## Lituusmedieval
El lituus medieval fue un diferente instrumento de viento al originario instrumento etrusco, descrito por Kürzinger (1763) como una variante temprana de la trompeta o de la trompa natural, es decir, un desarrollo posterior de la antigua tuba romana. 
Una de las últimas composiciones orquestadas para el lituus medieval fue el motete de Johann Sebastian Bach, O Jesu Cristo, meins Lebens Licht (BWV 118). Científicos de la Universidad de Edimburgo ha intentado recrear el lituus en mayo de 2009, cuando el instrumento no se había utilizado desde hace casi 300 años.
.